# A1 (autoroute du Kazakhstan)
Pour les articles homonymes, voir A1 et Autoroute A1.
La A1 est une autoroute du Kazakhstan qui s'étend d Astana à Petropavl sur une longueur de  456 kilomètres.

## Histoire
À l'époque soviétique la route était nommée A343.

## Parcours
| Km     | Agglomérations |
| ------ | -------------- |
| 0 km   | Noursoultan    |
| 180 km | Makinsk (en)   |
| 38 km  | Chtchoutchinsk |
| 74 km  | Kokchetaou     |
| 227 km | Petropavl      |

La route fait partie de la E125.